# Crna udovica (Natalia Romanova)
Crna udovica (Чёрная вдова, Chyornaya vdova) (Natalia "Nataša" Alianovna Romanova, također znana kao Nataša Romanoff) je izmišljeni lik, ruska super-špijunka u stripovima koje izdaje Marvel Comics. Stvorili su ju crtač Stan Lee, scenarist Don Rico te umjetnik Don Heck, te se prvi put pojavila u Tales of Suspense, broju 52, u travnju 1964. godine. Ovisno o tome s kime surađuje, ona je povremeno i negativac i pozitivac. 
U filmu Iron Man 2 iz 2010. godine, Crnu udovicu/Natašu Romanoff glumila je Scarlett Johansson, koja je ulogu ponovila i u filmu Osvetnici 2012. god. U filmovima ona je prikazana kao agentica organizacije S.H.I.E.L.D. Johansson je ulogu ponovila u filmovima Kapetan Amerika: Ratnik zime 2014., Osvetnici: Vladavina Ultrona 2015., Kapetan Amerika: Građanski rat 2016., Osvetnici: Rat beskonačnosti 2018., Osvetnici: Završnica 2019., i Crna udovica 2021. godine. 